# Boss DD-5 Digital Delay
Boss DD-5 Digital Delay är en effektpedal för gitarr, tillverkad av Roland Corporation under varumärket Boss mellan 1995 och 2003. Effektpedalen tillverkades i Taiwan.

## Historia
Boss DD-5 Digital Delay är en uppdaterad version av flaggskeppet Boss DD-3 Digital Delay, och den tredje versionen i serien Digital Delay.  Då pedaler som RV-3, PS-2 och PS-3 återgav upp till 2000 ms delay, till skillnad mot den föregående DD-3, som hade en maxkapacitet på 800 ms, släpptes DD-5 med flertalet uppdaterade funktioner. Boss DD-5 Digital Delay har bland annat stereoutgångar, och en ingång för tempo, som kan ställas med en extern pedal.
Pedalens uppföljare, Boss DD-6 Digital Delay lanserades i juli 2002, och DD-5 slutade att säljas 2003.